# Byron Kelleher
Byron Terrance Kelleher (* 3. Dezember 1976 in Dunedin, Neuseeland) ist ein neuseeländischer Rugby-Union-Spieler auf der Position des Gedrängehalb. Für die neuseeländische Rugby-Union-Nationalmannschaft All Blacks bestritt er insgesamt 57 Länderspiele. Er ist 1,75 m groß und wiegt 95 kg.

## Karriere
Seine erste Saison als professioneller Rugby-Union-Spieler bestritt Kelleher ab 1997 auf der neuseeländischen Südinsel für den Provinzverband von Otago innerhalb des National Provincial Championship und für die Auswahlmannschaft der Highlanders im Rahmen des Super-Rugby-Turniers. Für Letztere wurde er in der Saison 1999 zu Neuseelands „Spieler des Jahres“ erklärt. 2004 zog er auf die neuseeländische Nordinsel, um für den Provinzverband von Waikato und die Auswahlmannschaft der Chiefs zu spielen.
Um nach der Rugby-Union-Weltmeisterschaft 2007 in der französischen Profiliga Top 14 zu spielen, hatte Kelleher einen Vertrag beim Verein SU Agen unterschrieben. Dieser war in einer Nacht-und-Nebel-Aktion aufgesetzt worden, während die All Blacks für einige Spiele in Frankreich verweilten. SU Agen stieg jedoch in der laufenden Saison in die zweitklassige Profiliga Pro D2 ab. Kelleher nahm daraufhin vom vereinbarten Kündigungsrecht Gebrauch. Am 10. Juni desselben Jahres unterzeichnete er schließlich einen Vertrag beim Verein Stade Toulousain.
In seiner ersten Saison in Frankreich gewann er mit Stade Toulousain den Meistertitel und wurde zum Spieler der Saison gewählt. Nach dem Gewinn des zweiten Meistertitels 2011 wechselte er zum Pariser Verein Stade Français.
Er ist als unorthodoxer Halbspieler bekannt, da er mit seiner Geschwindigkeit und Stärke lieber mit dem Ball rennt, um die gegnerischen Linien zu durchbrechen, als den Ball nach Gedrängen und offenen Gedrängen zu passen oder zu kicken.

## Wissenswertes
Bekanntheit erlangte Kelleher außerhalb der Sportszene vor allem als Partner der US-amerikanischen Pornodarstellerin Kaylani Lei. Die Beziehung endete im Juni 2006.
Im Mai 2013 wurde in der Boulevardpresse über ein mögliches Verhältnis zwischen Kelleher und der monegassischen Fürstin Charlène diskutiert.